# 黄轩 (清朝)
黃軒（？—？），字曰驾，号小华。安徽休宁人。
生卒年不详，其父黄兴仁於乾隆初年任湖南衡州知府，购得狮子林。黃軒少時好学，又工書法，乾隆三十六年（1771年）皇太后八旬寿辰特开恩科状元。授翰林院修撰入值上书房。
他为休宁女诗人汪韫玉写的悼亡诗收录在《听月楼遗草》中：“燃脂弄墨笑徒工，懿行曹昭合与同。闺阁才华矜柳絮，一编独有涧蘋风。”；“道根早已彻声闻，不习华严习典坟。赋罢游仙归碧落，瑶宫应待女修文”。